# Bataille de Meudon
Campagne de 1871 à l'intérieur
Batailles
- Courbevoie
- Rueil
- Meudon
- Issy
- Semaine sanglante
- Butte-aux-Cailles

La bataille de Meudon fait partie des tentatives de sorties menée le 3 avril 1871 par la Commune de Paris pour s'emparer de Versailles, siège du gouvernement d'Adolphe Thiers. Elle se solde par une défaite fédérée.

## Effectifs

### Forces fédérées
Les Fédérés sont commandés par le général Émile Eudes assisté par Ranvier et Avrial. Ils sont accompagnés de 10 000 hommes et de 8 canons. Cependant, la colonne est largement désorganisée. Les gardes nationaux pensent qu'ils participent à une simple promenade militaire, que l'armée versaillaise va fraterniser avec eux et sont dépourvus d'officiers et de sous-officiers. Il n'y a pas non plus de réserves, d'approvisionnements et n'ont que huit canons à tirer alors que Paris abrite des centaines de pièces d'artillerie et plusieurs années de munitions. L'ordre du jour d'Eudes ne donne comme seul ordre que de marcher en avant.

### Forces versaillaises
La défense versaillaise de Meudon a été confiée à un corps de gendarmes comptant environ un millier d'hommes retranchés dans le château de la ville. Ils ont le soutien d'une batterie d'artillerie construite sur une ancienne position prussienne. La brigade du général La Mariouse se tient à Viroflay. Elle est composée des 35e et 42e régiments. Ces deux régiments sont les seuls régiments rescapés de l'ancienne armée impériale et ils comptent parmi les meilleures unités versaillaises.
Quatre autres régiments (un d'infanterie marine, un de fusilier marin et deux de ligne) seront aussi envoyés pour tenir Meudon et renforcer la brigade La Mariouse.

## La bataille
La bataille commence par un bombardement versaillais de la colonne fédérée à partir de la batterie de Meudon. Ce bombardement sème la pagaille au sein des Fédérés qui sont surpris par le combat : l'arrière se replie précipitamment sur le fort d'Issy et l'avant entre au pas de charge dans Meudon. Arrivés là et sans commandement, les soldats fédérés ne surent quoi faire et ne purent profiter de leur supériorité numérique. En effet, le village n'est alors défendu que par un millier de gendarmes qui tiennent le château. À court de munitions, ils furent finalement chassés par les Fédérés et reculèrent sur le reste du village et les anciennes batteries prussiennes.
En début d'après-midi, le général versaillais La Mariouse arrive avec 9 000 hommes de renforts. Il parvient à reprendre le château. Les Fédérés se maintiennent cependant dans le reste du village. Leur manque d'artillerie commence cependant à se faire sentir et les nouvelles attaques parisiennes buttent contre les murs du village. Eudes commande alors un repli qui se termine sur le fort d'Issy où Ranvier est revenu installer de l'artillerie.